# Ercole de’ Roberti

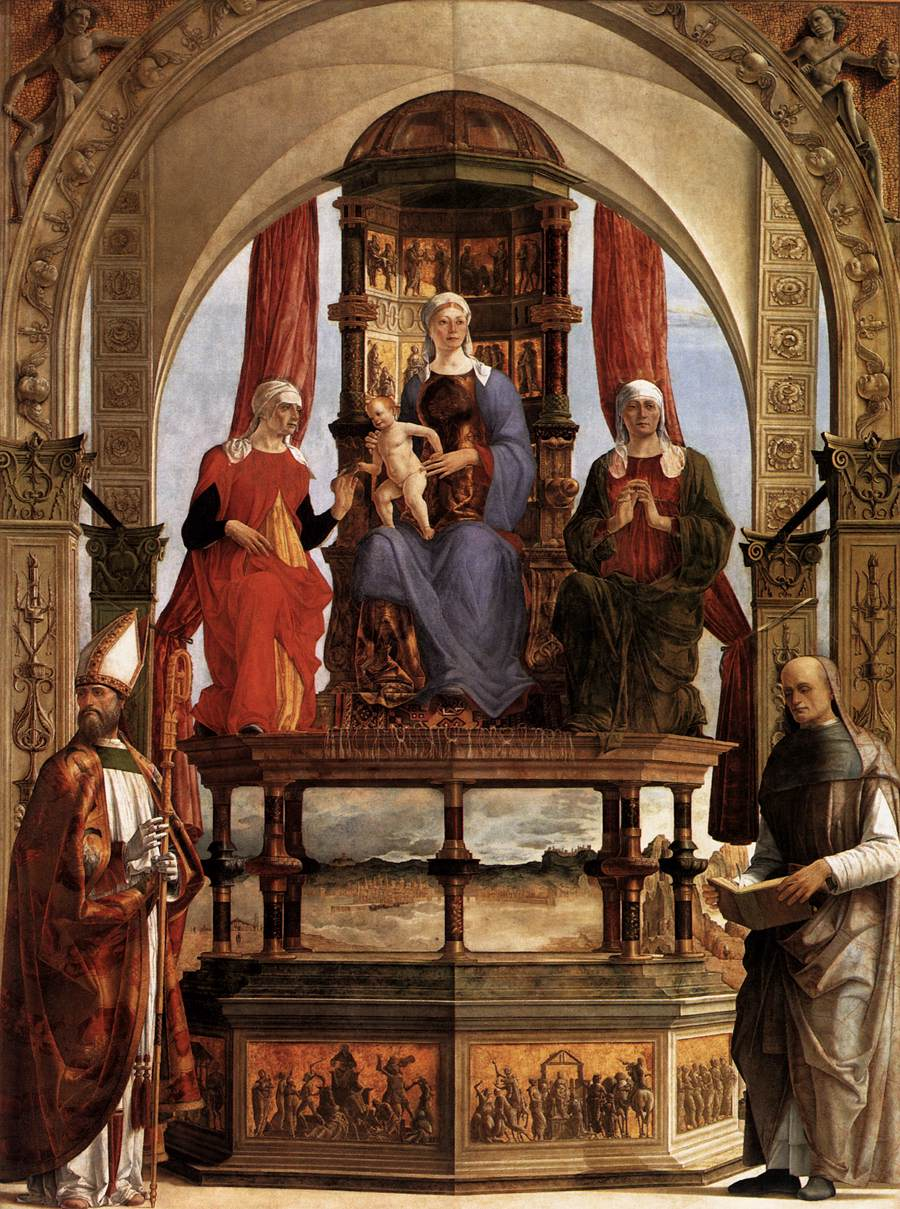
Ercole de’ Roberti, Altarbild mit der Madonna und Heiligen für S. Maria in Porto Fuori, Ravenna, 1480, Öl auf Leinwand, Pinacoteca di Brera, Mailand

Ercole d’Antonio de’ Roberti (* um 1451 in Ferrara; † vor dem 28. Mai 1496 ebenda), auch Ercole Roberti oder Ercole Ferrarese, war ein vor allem in Ferrara und Bologna tätiger Maler der zweiten Hälfte des 15. Jahrhunderts.

## Leben und Werk
Ercole de’ Roberti absolvierte seine Ausbildung bei den Malern Francesco del Cossa und Cosmè Tura und war wie sie für die Adelsfamilie der Este in Ferrara als Hofmaler tätig. 1470–1472 begleitete er Francesco del Cossa nach Bologna, wo sie unter anderem gemeinsam an der 1601 zerstörten Ausmalung der Cappella Garganelli im Dom arbeiteten. Ein kleines Fresko-Fragment mit dem Kopf der hl. Maria Magdalena wird in der Pinacoteca Nazionale in Bologna aufbewahrt.
1479 kehrte Ercole de’ Roberti nach Ferrara zurück, wo er gemeinsam mit seinem Bruder Polidoro und dem Goldschmied Giovanni di Giuliano aus Piacenza eine Werkstatt eröffnete. Im Jahr darauf schuf er das große Altarbild mit der Madonna und Heiligen für die Kirche S. Maria in Porto Fuori, Ravenna. Außer in Ferrara arbeitete er auch in anderen Städten der Emilia-Romagna. Ab 1487 war Hofmaler der Este.
Neben zahlreichen Altar- und Andachtsbildern sowie Porträts malte Ercole de’ Roberti auch mythologische Szenen auf Cassoni bzw. Forziere, so genannten Hochzeitstruhen. Er gehörte zu den Malern, die an den Monatsbildern, einem Freskenzyklus im salone dei mesi im Palazzo Schifanoia in Ferrara beteiligt waren.
Das Datum von Ercole de’ Robertis Tod ist unbekannt, lässt sich aber auf die Zeit zwischen dem 9. Mai, dem Tag seiner letzten Lohnauszahlung, und dem 28. Mai 1496, als er in der Kirche San Domenico in Ferrara bestattet wurde, eingrenzen.

## Werke
- Monatsbild September, ca. 1468–1470, Fresko, Salone dei Mesi, Palazzo Schifanoia, Ferrara
- Hl. Hieronymus in der Einöde, ca. 1470, Tempera auf Holztafel, 13 × 8 cm, Paul Getty Museum, Los Angeles
- Griffoni-Polyptychon (mit Francesco del Cossa), Tondi, Predella und Pilaster von Ercole de’ Roberti, 1472–1473, Tempera auf Holztafel, erhaltene Teile auf verschiedene Museen und Sammlungen verteilt:
  - Verkündigungsengel, Tempera auf Holztafel, Durchmesser: 24 cm und Maria, Tempera auf Holztafel, Durchmesser: 23,8 cm, Museo di Villa Cagnola, Gazzada Schianno
  - Hl. Michael, 26 × 11 cm, Louvre, Paris
  - Hl. Apollonia, 26 × 11 cm, Louvre, Paris
  - Hl. Antonius Abas, 26 × 11 cm, Museum Boymans-van Beuningen, Rotterdam
  - Hl. Petronius, 26 × 13 cm, Pinacoteca Nazionale, Ferrara
  - Hl. Katharina von Alexandria, 26,3 × 9,3 cm, Fondazione Giorgio Cini, Venedig
  - Hl. Hieronymus, 26,3 × 9,3 cm, Fondazione Giorgio Cini, Venedig
  - Hl. Georg, 26,3 × 9,3 cm, Fondazione Giorgio Cini, Venedig
  - Szenen aus dem Leben des hl. Vincenz Ferrer, 27,5 × 214 cm, Pinacoteca Vaticana, Vatikanstadt
- Hl. Michael, 1470–1480, Öl auf Holztafel, 17,3 × 13,5 cm, Pinacoteca Nazionale, Bologna
- Bentivoglio-Diptychon (Doppelporträt von Giovanni II Bentivoglio und Ginevra Sforza), ca. 1475, Tempera auf Holztafel, jeweils 54 × 39 cm, National Gallery of Art, Washington
- Ercole de’ Roberti, Porträt des Giovanni II. Bentivoglio, um 1480, Tempera auf Holz, National Gallery of Art, Washington D. C.Ercole de’ Roberti, Porträt der Ginevra Sforza, um 1480, Tempera auf Holz, National Gallery of Art, Washington

Ercole de’ Roberti, Porträt des Giovanni II. Bentivoglio, um 1480, Tempera auf Holz, National Gallery of Art, Washington D. C.

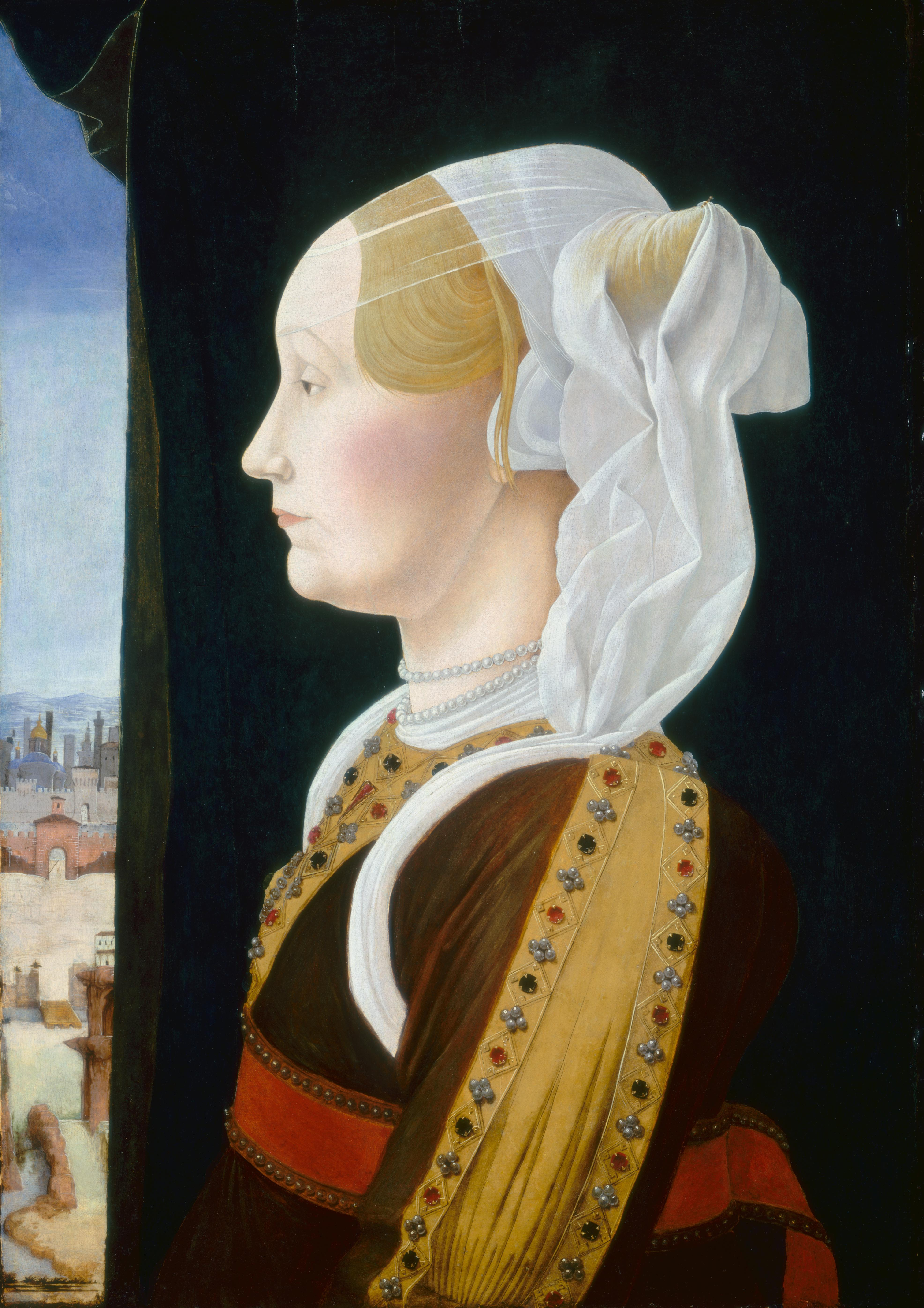
Ercole de’ Roberti, Porträt der Ginevra Sforza, um 1480, Tempera auf Holz, National Gallery of Art, Washington

- Johannes der Täufer, 1478–1480, Öl auf Holztafel, 54 × 31 cm, Staatliche Museen Berlin - Gemäldegalerie
- Pala di Santa Maria in Porto, 1479–1481, Öl auf Leinwand, 323 × 240 cm, Pinacoteca di Brera, Mailand
- Die Argonauten verlassen Kolchis, ca. 1480, Tempera auf Holztafel, 35 × 26,5 cm, Museo Thyssen-Bornemisza, Madrid
- Predella der Pala di San Giovanni in Monte, 1482, Öl auf Holztafel, Einzeltafeln:
  - Christi Gang nach Golgatha, 1482–1486, Öl auf Pappelholz, 35 × 118 cm, Gemäldegalerie Alte Meister, Dresden[2]
  - Gefangennahme Christi, 1482–1486, Öl/Tempera grassa auf Pappelholz, 35 × 118 cm, Gemäldegalerie Alte Meister, Dresden[3]
  - Beweinung Christi, 33 × 30 cm, Liverpool, Walker Art Gallery
- Porträt des Giovanni II Bentivoglio, ca. 1485, Tempera auf Holztafel, 64 × 49,5 cm, Museo di Palazzo Poggi, Bologna
- Brutus und Porzia, ca. 1486–1490, Tempera auf Holztafel, 48,7 × 34,3 cm, Kimbell Art Museum, Fort Worth
- Maria Magdalena, ca. 1487–1490, abgenommenes Fresko-Fragment, 24,5 × 28,5 cm, Pinacoteca Nazionale, Bologna

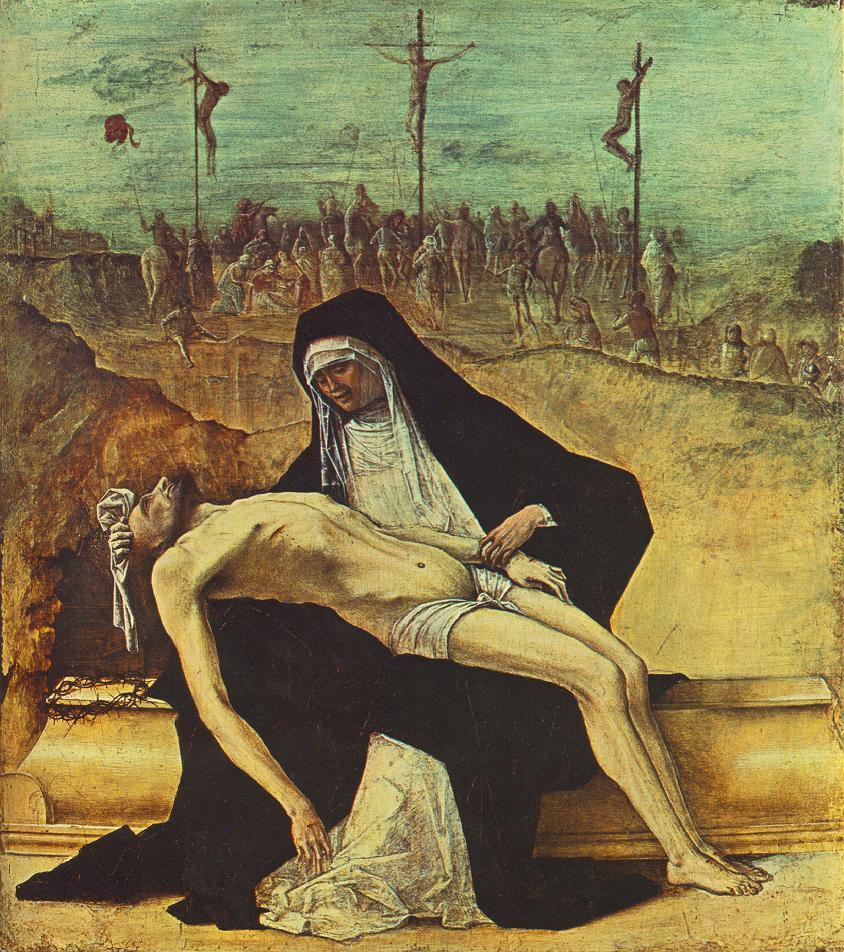
Ercole de’ Roberti, Beweinung Christi (Predellentafel), ca. 1482–1486, Öl auf Holz, Walker Art Gallery, Liverpool

- Ercole de’ Roberti, Beweinung Christi (Predellentafel), ca. 1482–1486, Öl auf Holz, Walker Art Gallery, Liverpool Die Frau des Hasdrubal mit ihren Kindern, ca. 1490–1493, Tempera auf Holztafel, 47 × 30,6 cm, National Gallery of Art, Washington
- Lucretia, ca. 1490–1493, Tempera auf Holztafel, 47 × 30 cm, Galleria Estense, Modena
- Madonna mit Kind, ca. 1490, Öl auf Holztafel, 35,8 × 36,6 cm, Art Institute, Chicago
- Mannalese, ca. 1490, Tempera auf Leinwand, 28,9 × 63,5 cm, National Gallery, London
- Madonna mit Kind zwischen zwei Vasen mit Rosen, ca. 1490, Tempera auf Holztafel, 46 × 34 cm, Pinacoteca Nazionale, Ferrara
- Londoner Diptychon, ca. 1490, Tempera auf Holztafel, National Gallery, London
  - Adorazione dei pastori, 17,8 × 13,5 cm
  - Cristo morto coi santi Francesco e Gerolamo, 18 × 30 cm
- Abendmahl, ca. 1490, Tempera auf Holztafel, 29,8 × 21 cm, National Gallery, London
- Gutes Vorzeichen, ca. 1490, Tempera auf Holztafel, 43 × 63 cm, Castello di Peleș, Sinaia (Romania),
- Schlechte Vorzeichen, ca. 1490, Tempera auf Holztafel, 43 × 63 cm, Castello di Peleș, Sinaia (Romania)
- Kreuzabnahme, ca. 1490, Öl auf Holztafel, Palazzo Blumenstihl, Rom
- Konzert, ca. 1490, Öl auf Holztafel, 93 × 73 cm, National Gallery, London
- Madonna mit Kind, ca. 1495, Tempera auf Holztafel, 33 × 25 cm, Staatliche Museen Berlin - Gemäldegalerie
- Madonna mit Kind, ca. 1495, Tempera auf Holztafel, 37 × 37 cm, Galleria Sabauda, Turin
- Porträt des Pietro Cenni, ca. 1495, Tempera auf Holztafel, 42 × 32 cm, Museum Boijmans Van Beuningen, Rotterdam

### Zeichnungen
- Johannes der Täufer, Feder und Tinte, 24,5 × 15,5 cm, Graphische Sammlung Albertina, Wien
- Tötung der unschuldigen Kinder, Zeichnung, Louvre, Paris
- Kreuzigung, Feder auf Papier, 30 × 37 cm, Staatliche Museen Berlin - Kupferstichkabinett
- Schlacht, Bleigriffel, Feder e Pinsel, 19 × 21 cm, Museo Correr, Venedig
- Frau mit Kind, Zeichnung, Gabinetto dei disegni e delle stampe, Florenz
- männliche Figur, Zeichnung, Gabinetto dei disegni e delle stampe, Florenz